# Петр (патриарх Константинопольский)
Петр — патриарх Константинопольский (654—666).

## Биография
Петр был ярым приверженцем монофелитства. Во время его патриаршества состоялось два Собора, которые осудили Максима Исповедника, после чего последнему была отсечена рука и вырезан язык.
На Шестом Вселенском соборе Петр был осуждён как еретик.